# Andrei Novicov
Andrei Novicov Novicov (Tiraspol, 24 aprile 1986) è un ex calciatore moldavo, di ruolo difensore.

## Palmarès

### Club

#### Competizioni nazionali
- Campionato moldavo: 1

Sheriff Tiraspol: 2015-2016
- Coppa di Moldavia: 3

Iskra-Stali: 2010-2011
FC Tiraspol: 2012-2013
Sfintul Gheorghe: 2020-2021
- Supercoppa di Moldavia: 2

Sheriff Tiraspol: 2003, 2015